# René-Alexandre Dupanloup
Pour les articles homonymes, voir Dupanloup.
René Alexandre Dupanloup né le 17 février 1923 à Etaux (Haute-Savoie) et mort le 17 octobre 1994 à Talissieu (Ain), est un évêque français, évêque de Belley de 1975 à 1987.

## Biographie
Fils de Léon Dupanloup et de Marie Roch, il est l'aîné d'une famille de neuf enfants. Un lien de parenté lointain le relie à son homonyme plus célèbre Félix Dupanloup (1802-1878), évêque d'Orléans, cousin issu de germain de son arrière-grand-père.
Ordonné prêtre, il est nommé supérieur du petit séminaire de Thonon-les-Bains (Haute-Savoie) à partir de l’année scolaire 1959-60.
Il est ensuite nommé évêque auxiliaire de Nice et évêque titulaire (évêque in partibus) de Vagal (de) (aujourd’hui Boukadir, en Algérie), le 29 avril 1970. Sa consécration épiscopale a lieu le 20 juin de la même année.
Le 21 décembre 1973, il est nommé coadjuteur du diocèse de Belley. Il succède à René Fourrey comme évêque du diocèse le 17 mai 1975.
Il reçoit le pape Jean-Paul II à Ars (le village du « Curé d’Ars »), lors de sa visite pastorale du 6 octobre 1986,
Il démissionne de sa charge pour raison d’âge le 7 novembre 1986 et devient évêque émérite de Belley.

## Publications
- avec Pierre Thevenard et Bernard Nodet, Un Curé de village, Jean-Marie Vianney, La Tradition vivante, coll. « Pèlerinages », 1981 (BNF 34780707).